# سیاست‌نامه خراسانی
سیاست نامه خراسانی کتابی پیرامون مکتوبات آخوند خراسانی است.

## نویسنده
سیاست نامه خراسانی با عنوان فرعی"قطعات سیاسی در آثار آخوند ملامحمد کاظم خراسانی، صاحب کفایه(۱۲۵۵-۱۳۲۹هجری قمری)" اثری است از محسن کدیور.

## محتوای کتاب
کدیور پس از مقدمه‌ای نسبتا مفصل، ابتدا چندین قطعه عربی از آثار فقهی و اصولی آخوند خراسانی با منتخبی از فتاوای فارسی وی ذکر شده و سپس حجم زیادی از لوایح و تلگراف‌های آخوند خراسانی نقل گردیده است که در روشن نمودن نقش علمای دین در نهضت مشروطیت ایران مفید است. 

## ناشر
این اثر توسط نشر کویر تهران منتشر شده و چاپ اول آن ۱۳۸۵ ش و چاپ دومش ۱۳۸۷ش بوده‌است. حجم کتاب ۳۸۰ صفحه و در قطع وزیری است. با این که اغلب تلگراف‌های این مجموعه قبلاً چاپ شده‌است ولی به صورت یکجا تا به حال مفصل‌ترین کتابی که تلگراف‌ها و نامه‌های آخوند خراسانی را گرد آوری نموده همین اثر فعلی است.

## منبع
- سیاست نامه خراسانی، محسن کدیور، نشر کویر، ۱۳۸۷ش. چ دوم.